# Bosznia-hercegovinai labdarúgó-válogatott
A bosznia-hercegovinai labdarúgó-válogatott Bosznia-Hercegovina nemzeti csapata, amelyet a Bosznia-hercegovinai labdarúgó-szövetség (bosnyákul: Fudbalski Savez Bosne i Hercegovine) irányít. Első hivatalos mérkőzésüket 1993-ban játszották Irán ellen a Délszláv háború idején. Bosznia-Hercegovina még nem szerepelt Európa-bajnokságon, viszont kijutottak a 2014-es világbajnokságra.

## A válogatott története

### 1992–1995
1920 és 1992 között a bosnyák labdarúgók a Jugoszláv Királyság és a Jugoszláv Szocialista Szövetségi Köztársaság csapataiban szerepeltek. 1992-ben függetlenné váltak Jugoszláviától, de a labdarúgó élet csak a boszniai háború után indult be az országban. Bosznia-Hercegovina első nem hivatalos mérkőzését 1993-ban a háború idején játszotta Irán ellen Teheránban, melyet 3–1-re megnyert. Első hivatalos mérkőzését 1995. november 30-án játszotta Albániával Tiranában. A találkozó 2–0-s albán győzelemmel ért véget.

### 1995–2008
A válogatott egészen az 1998-as világbajnokság selejtezőéig nem indult egyetlen versenysorozatban sem. A vb-selejtezőkön a csoport negyedik helyén végeztek Dánia, Horvátország és Görögország mögött. Első győzelmüket (2–1) Szlovénia ellen szerezték. 1997. augusztus 20-án Dániát győzték le 3–0-ra.
A 2000-es Európa-bajnokság selejtezőben Csehország és Skócia mögött 11 ponttal a harmadik helyen zártak. A 2002-es világbajnoki kvalifikációs-sorozatban nem értek el különösebb eredményt. Spanyolország és Ausztria előzte meg a bosnyákokat.
A 2004-es Európa-bajnokság selejtezőben közel álltak a pótselejtezős helyet érő második helyhez. Végül az utolsó mérkőzésükön döntetlent játszottak Dániával és csak a negyedik helyen végeztek. Azonban több emlékezetes győzelmet is sikerült szerezniük. Ilyen volt Norvégia 1–0-s legyőzése és a Dánia ellen aratott idegenbeli 2–0-s siker.
A 2006-os vb selejtezőiben a bosnyákok folytatták jó szereplésüket. Hazai pályán Belgiumot 1–0-ra győzték le, Spanyolország ellen oda-vissza döntetlent értek el. A végén a harmadik helyen végeztek Szerbia és Montenegró és a spanyolok mögött.
A 2008-as Európa-bajnokság selejtezőinek C csoportjában Norvégia ellen idegenben győztek 2–1-re, Törökország ellen pedig hazai pályán 3–2-re. A jó eredmények ellenére, a gyengébb játékerőt képviselő Moldovát egyszer sem sikerült legyőzniük; odahaza 1–0-s vereséget szenvedtek, idegenben 2–2-s döntetlent értek el. Görögország és Magyarország ellen oda-vissza vereséget szenvedtek. Végül Görögország, Törökország és Norvégia mögött 13 ponttal a negyedik helyen végeztek.

### 2010-es világbajnokság, 2012-es Európa-bajnokság
A horvát Miroslav Blažević irányításával a 2010-es világbajnokság selejtezőinek végén, 2009-ben az első komolyabb eredményüket érték el azzal, hogy pótselejtezőt játszhattak a 2010-es világbajnokságon való részvételért. Azonban a portugálok elleni pótselejtező mindkét mérkőzésén 1–0 arányban alulmaradtak. A selejtezőkben Belgiumot mindkét alkalommal legyőzték, hazai pályán 2–1-re, idegenben pedig 4–2-re.
2010 márciusában Safet Sušićot nevezték ki szövetségi kapitánynak. A 2012-es Európa-bajnokság selejtezőinek D csoportjában Franciaország mögött a második helyen végeztek, ami pótselejtezőt ért, ahol ismét Portugália volt az ellenfél. A zenicai 0–0 után Lisszabonban 6–2-es győzelmet arattak a portugálok és így ők jutottak ki az Európa-bajnokságra.

### 2014-es világbajnokság

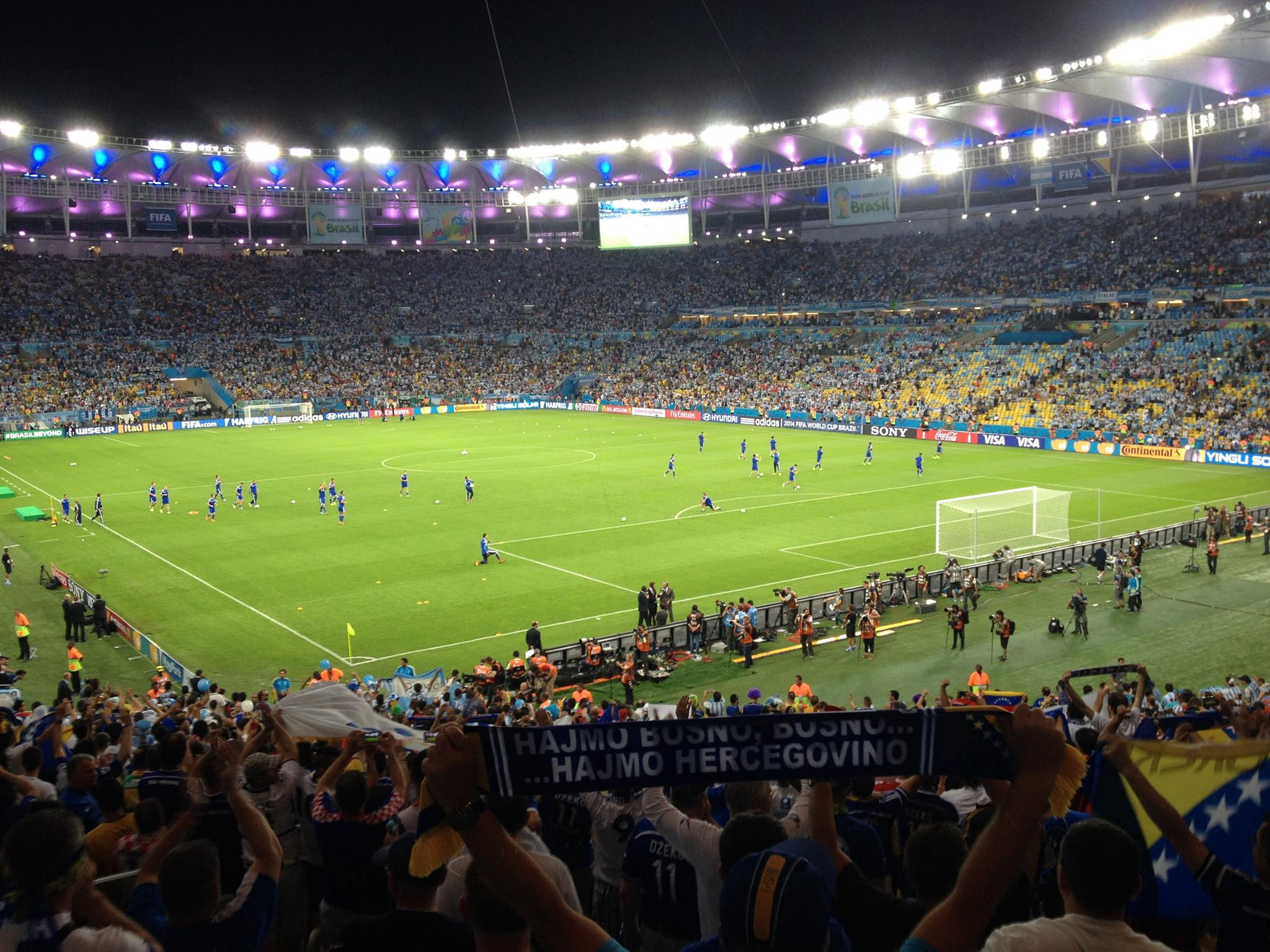
Bosnyák játékosok melegítés közben az Argentína–Bosznia-Hercegovina mérkőzés előtt a Maracanã-ban, a 2014-es vb-n.

A 2014-es világbajnokság selejtezőiben a bosnyákok a G csoportban szerepeltek. Első mérkőzésükön Liechtensteint idegenben győzték le 8–1-re. Ezt követte a Lettország elleni hazai 4–1-s siker és a Görögországban elért 0–0-s döntetlen. A következő két hazai selejtezőn először Litvániát 3–0-ra, majd Görögországot verték 3–1-re. Lettországban 5–0-s győzelmet arattak, Szlovákia ellen odahaza pedig elszenvedték az egyetlen vereségüket (0–1) a sorozatban. A szlovákiai mérkőzésen aztán 2–1-gyel visszavágtak. Liechtensteint hazai pályán 4–1-re verték. Az utolsó körben pontegyenlőséggel álltak a táblázat élén Görögország előtt. Az egymás elleni eredmény és a jobb gólkülönbség a bosnyákoknak kedvezett. Litvániában mindenképpen győzniük kellett, mert a görögök hozták a saját mérkőzésüket Liechtenstein ellen. Vedad Ibišević góljával 1–0-ra győztek és ezzel történetük során először kijutottak a világbajnokságra.
Bosznia-Hercegovina a 2014-es brazíliai világbajnokságon az F csoportba került. Az első mérkőzésen Argentína ellen 2–1-es vereséget szenvedett. Vedad Ibišević szerezte a bosnyák válogatott az első világbajnoki gólját. Második mérkőzésükön Nigériától kaptak ki 1–0-ra és ezzel eldőlt, hogy a harmadik mérkőzés eredményétől függetlenül nem juthattak már tovább. Az utolsó csoportmérkőzésükön Edin Džeko, Miralem Pjanić és Avdija Vršajević góljaival 3–1-re legyőzték Iránt.

### 2016-os Európa-bajnokság

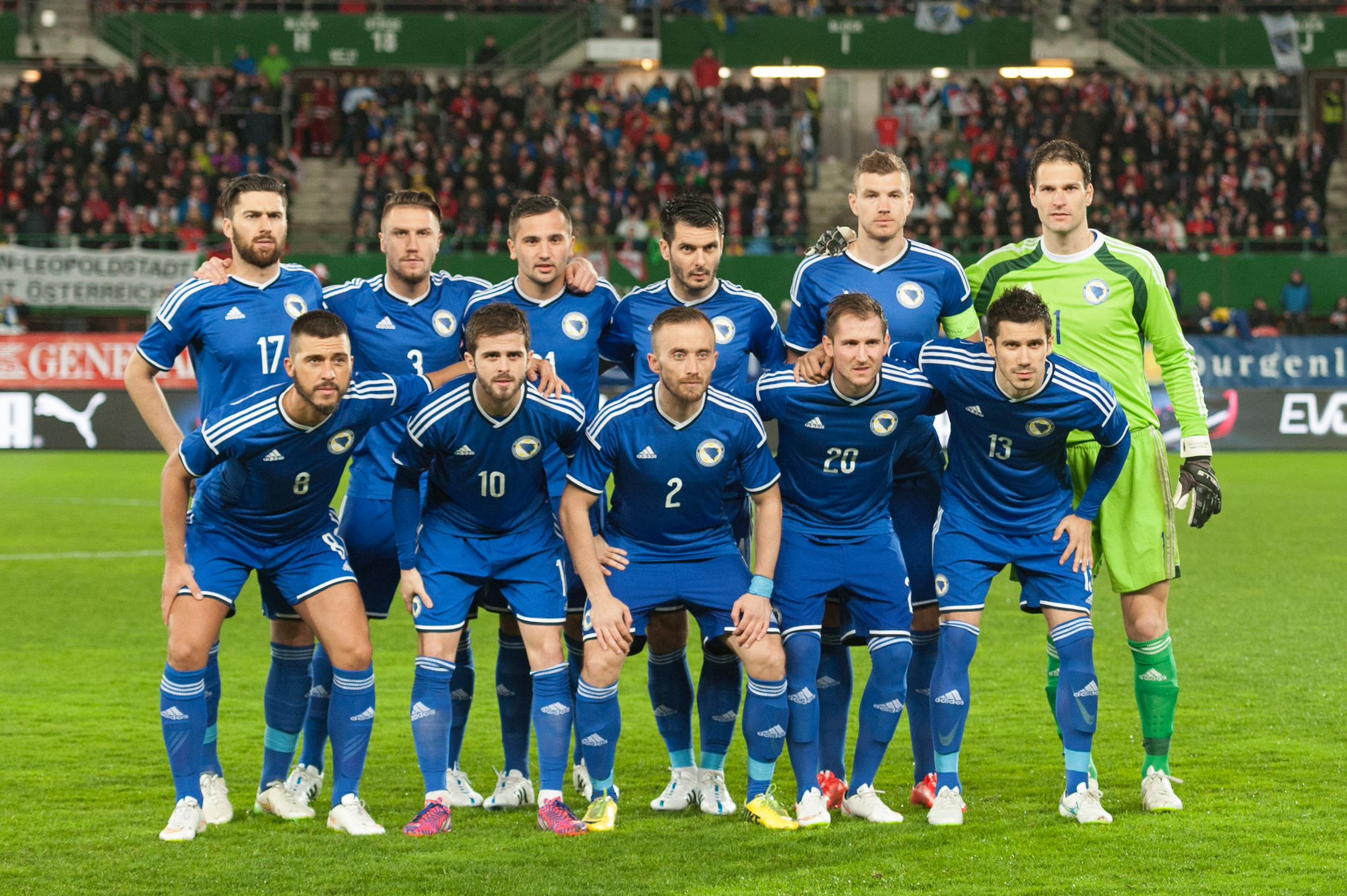
A bosnyák válogatott 2015 márciusában.

A 2016-os Európa-bajnokság selejtezőinek a B csoportjába kerültek a sorsolást követően Belgium, Wales, Izrael, Ciprus és Andorra társaságában. A selejtezősorozat végén a harmadik helyen végeztek, így részt vehettek a pótselejtezőben, ahol Írországot kapták ellenfélnek. Az első mérkőzésen 1–1-es döntetlen született, a bosnyákok gólját Džeko szerezte. A visszavágón 2–0-ra győztek az írek, így a bosnyákok lemaradtak a tornáról.

## Nemzetközi eredmények

### Világbajnokság
| Világbajnokság                 | Világbajnokság          | Világbajnokság          | Világbajnokság          | Világbajnokság          | Világbajnokság          | Világbajnokság          | Világbajnokság          | Világbajnokság          | Világbajnokság          | Selejtezők              | Selejtezők              | Selejtezők              | Selejtezők              | Selejtezők              | Selejtezők              | Selejtezők              |
| Év                             | Eredmény                | H.                      | M                       | Gy                      | D                       | V                       | G+                      | G–                      | Keret                   | H.                      | M                       | Gy                      | D                       | V                       | G+                      | G–                      |
| ------------------------------ | ----------------------- | ----------------------- | ----------------------- | ----------------------- | ----------------------- | ----------------------- | ----------------------- | ----------------------- | ----------------------- | ----------------------- | ----------------------- | ----------------------- | ----------------------- | ----------------------- | ----------------------- | ----------------------- |
| 1930–1990                      | Jugoszlávia része volt. | Jugoszlávia része volt. | Jugoszlávia része volt. | Jugoszlávia része volt. | Jugoszlávia része volt. | Jugoszlávia része volt. | Jugoszlávia része volt. | Jugoszlávia része volt. | Jugoszlávia része volt. | Jugoszlávia része volt. | Jugoszlávia része volt. | Jugoszlávia része volt. | Jugoszlávia része volt. | Jugoszlávia része volt. | Jugoszlávia része volt. | Jugoszlávia része volt. |
| Bosznia-hercegovinai Föderáció |                         |                         |                         |                         |                         |                         |                         |                         |                         |                         |                         |                         |                         |                         |                         |                         |
| 1994                           | nem indult              | nem indult              | nem indult              | nem indult              | nem indult              | nem indult              | nem indult              | nem indult              | nem indult              | nem indult              | nem indult              | nem indult              | nem indult              | nem indult              | nem indult              | nem indult              |
| 1998                           | nem jutott ki           | nem jutott ki           | nem jutott ki           | nem jutott ki           | nem jutott ki           | nem jutott ki           | nem jutott ki           | nem jutott ki           | nem jutott ki           | 4.                      | 8                       | 3                       | 0                       | 5                       | 9                       | 14                      |
| Bosznia-Hercegovina            |                         |                         |                         |                         |                         |                         |                         |                         |                         |                         |                         |                         |                         |                         |                         |                         |
| 2002                           | nem jutott ki           | nem jutott ki           | nem jutott ki           | nem jutott ki           | nem jutott ki           | nem jutott ki           | nem jutott ki           | nem jutott ki           | nem jutott ki           | 4.                      | 8                       | 2                       | 2                       | 4                       | 12                      | 12                      |
| 2006                           | nem jutott ki           | nem jutott ki           | nem jutott ki           | nem jutott ki           | nem jutott ki           | nem jutott ki           | nem jutott ki           | nem jutott ki           | nem jutott ki           | 3.                      | 10                      | 4                       | 4                       | 2                       | 12                      | 9                       |
| 2010                           | nem jutott ki           | nem jutott ki           | nem jutott ki           | nem jutott ki           | nem jutott ki           | nem jutott ki           | nem jutott ki           | nem jutott ki           | nem jutott ki           | 2.                      | 12                      | 6                       | 1                       | 5                       | 25                      | 15                      |
| 2014                           | Csoportkör              | 20.                     | 3                       | 1                       | 0                       | 2                       | 4                       | 4                       | Keret                   | 1.                      | 10                      | 8                       | 1                       | 1                       | 30                      | 6                       |
| 2018                           | nem jutott ki           | nem jutott ki           | nem jutott ki           | nem jutott ki           | nem jutott ki           | nem jutott ki           | nem jutott ki           | nem jutott ki           | nem jutott ki           | 3.                      | 10                      | 5                       | 2                       | 3                       | 24                      | 13                      |
| 2022                           | nem jutott ki           | nem jutott ki           | nem jutott ki           | nem jutott ki           | nem jutott ki           | nem jutott ki           | nem jutott ki           | nem jutott ki           | nem jutott ki           | 4.                      | 8                       | 1                       | 4                       | 3                       | 9                       | 12                      |
| 2026                           | később                  | később                  | később                  | később                  | később                  | később                  | később                  | később                  | később                  | később                  | később                  | később                  | később                  | később                  | később                  | később                  |
| Összesen                       |                         | 1/8                     | 3                       | 1                       | 0                       | 2                       | 4                       | 4                       | –                       | Összesen                | 66                      | 29                      | 14                      | 23                      | 121                     | 81                      |

### Európa-bajnokság
| Európa-bajnokság               | Európa-bajnokság        | Európa-bajnokság        | Európa-bajnokság        | Európa-bajnokság        | Európa-bajnokság        | Európa-bajnokság        | Európa-bajnokság        | Európa-bajnokság        | Európa-bajnokság        | Selejtezők              | Selejtezők              | Selejtezők              | Selejtezők              | Selejtezők              | Selejtezők              | Selejtezők              |
| Év                             | Eredmény                | H.                      | M                       | Gy                      | D                       | V                       | G+                      | G–                      | Keret                   | H.                      | M                       | Gy                      | D                       | V                       | G+                      | G–                      |
| ------------------------------ | ----------------------- | ----------------------- | ----------------------- | ----------------------- | ----------------------- | ----------------------- | ----------------------- | ----------------------- | ----------------------- | ----------------------- | ----------------------- | ----------------------- | ----------------------- | ----------------------- | ----------------------- | ----------------------- |
| 1960–1992                      | Jugoszlávia része volt. | Jugoszlávia része volt. | Jugoszlávia része volt. | Jugoszlávia része volt. | Jugoszlávia része volt. | Jugoszlávia része volt. | Jugoszlávia része volt. | Jugoszlávia része volt. | Jugoszlávia része volt. | Jugoszlávia része volt. | Jugoszlávia része volt. | Jugoszlávia része volt. | Jugoszlávia része volt. | Jugoszlávia része volt. | Jugoszlávia része volt. | Jugoszlávia része volt. |
| Bosznia-hercegovinai Föderáció |                         |                         |                         |                         |                         |                         |                         |                         |                         |                         |                         |                         |                         |                         |                         |                         |
| 1996                           | nem indult              | nem indult              | nem indult              | nem indult              | nem indult              | nem indult              | nem indult              | nem indult              | nem indult              | nem indult              | nem indult              | nem indult              | nem indult              | nem indult              | nem indult              | nem indult              |
| Bosznia-Hercegovina            |                         |                         |                         |                         |                         |                         |                         |                         |                         |                         |                         |                         |                         |                         |                         |                         |
| 2000                           | nem jutott ki           | nem jutott ki           | nem jutott ki           | nem jutott ki           | nem jutott ki           | nem jutott ki           | nem jutott ki           | nem jutott ki           | nem jutott ki           | 3.                      | 10                      | 3                       | 2                       | 5                       | 14                      | 17                      |
| 2004                           | nem jutott ki           | nem jutott ki           | nem jutott ki           | nem jutott ki           | nem jutott ki           | nem jutott ki           | nem jutott ki           | nem jutott ki           | nem jutott ki           | 4.                      | 8                       | 4                       | 1                       | 3                       | 7                       | 8                       |
| 2008                           | nem jutott ki           | nem jutott ki           | nem jutott ki           | nem jutott ki           | nem jutott ki           | nem jutott ki           | nem jutott ki           | nem jutott ki           | nem jutott ki           | 4.                      | 12                      | 4                       | 1                       | 7                       | 16                      | 22                      |
| 2012                           | nem jutott ki           | nem jutott ki           | nem jutott ki           | nem jutott ki           | nem jutott ki           | nem jutott ki           | nem jutott ki           | nem jutott ki           | nem jutott ki           | 2. (pótselejtező)       | 12                      | 6                       | 3                       | 3                       | 19                      | 14                      |
| 2016                           | nem jutott ki           | nem jutott ki           | nem jutott ki           | nem jutott ki           | nem jutott ki           | nem jutott ki           | nem jutott ki           | nem jutott ki           | nem jutott ki           | 3. (pótselejtező)       | 12                      | 5                       | 3                       | 4                       | 18                      | 15                      |
| 2020                           | nem jutott ki           | nem jutott ki           | nem jutott ki           | nem jutott ki           | nem jutott ki           | nem jutott ki           | nem jutott ki           | nem jutott ki           | nem jutott ki           | 4. (pótselejtező)       | 11                      | 4                       | 2                       | 5                       | 21                      | 18                      |
| 2024                           | nem jutott ki           | nem jutott ki           | nem jutott ki           | nem jutott ki           | nem jutott ki           | nem jutott ki           | nem jutott ki           | nem jutott ki           | nem jutott ki           | 5. (pótselejtező)       | 11                      | 3                       | 0                       | 8                       | 10                      | 22                      |
| Összesen                       |                         | 0/8                     | –                       | –                       | –                       | –                       | –                       | –                       | –                       | Összesen                | 76                      | 29                      | 12                      | 35                      | 105                     | 116                     |

### UEFA Nemzetek Ligája
| Csoportkör / Negyeddöntő / Osztályozó | Csoportkör / Negyeddöntő / Osztályozó | Csoportkör / Negyeddöntő / Osztályozó | Csoportkör / Negyeddöntő / Osztályozó | Csoportkör / Negyeddöntő / Osztályozó | Csoportkör / Negyeddöntő / Osztályozó | Csoportkör / Negyeddöntő / Osztályozó | Csoportkör / Negyeddöntő / Osztályozó | Csoportkör / Negyeddöntő / Osztályozó | Csoportkör / Negyeddöntő / Osztályozó | Csoportkör / Negyeddöntő / Osztályozó | Csoportkör / Negyeddöntő / Osztályozó | Egyenes kieséses szakasz | Egyenes kieséses szakasz | Egyenes kieséses szakasz | Egyenes kieséses szakasz | Egyenes kieséses szakasz | Egyenes kieséses szakasz | Egyenes kieséses szakasz | Egyenes kieséses szakasz | Egyenes kieséses szakasz |
| Szezon                                | Liga                                  | Csoport                               | H                                     | M                                     | Gy                                    | D                                     | V                                     | G+                                    | G–                                    | Feljutás/kiesés                       | Helyezés                              | Év                       | Eredmény                 | M                        | Gy                       | D                        | V                        | G+                       | G–                       | Keret                    |
| ------------------------------------- | ------------------------------------- | ------------------------------------- | ------------------------------------- | ------------------------------------- | ------------------------------------- | ------------------------------------- | ------------------------------------- | ------------------------------------- | ------------------------------------- | ------------------------------------- | ------------------------------------- | ------------------------ | ------------------------ | ------------------------ | ------------------------ | ------------------------ | ------------------------ | ------------------------ | ------------------------ | ------------------------ |
| 2018–19                               | B                                     | 3.                                    | 1.                                    | 4                                     | 3                                     | 1                                     | 0                                     | 5                                     | 1                                     | Növekedés                             | 13.                                   | 2019                     | nem jutott be            | nem jutott be            | nem jutott be            | nem jutott be            | nem jutott be            | nem jutott be            | nem jutott be            | nem jutott be            |
| 2020–21                               | A                                     | 1.                                    | 4.                                    | 6                                     | 0                                     | 2                                     | 4                                     | 3                                     | 11                                    | Csökkenés                             | 15.                                   | 2021                     | nem jutott be            | nem jutott be            | nem jutott be            | nem jutott be            | nem jutott be            | nem jutott be            | nem jutott be            | nem jutott be            |
| 2022–23                               | B                                     | 3.                                    | 1.                                    | 6                                     | 3                                     | 2                                     | 1                                     | 8                                     | 8                                     | Növekedés                             | 18.                                   | 2023                     | nem jutott be            | nem jutott be            | nem jutott be            | nem jutott be            | nem jutott be            | nem jutott be            | nem jutott be            | nem jutott be            |
| 2024–25                               | A                                     | 3.                                    | 4.                                    | 6                                     | 0                                     | 2                                     | 4                                     | 4                                     | 17                                    | Csökkenés                             | 22.                                   | 2025                     | nem jutott be            | nem jutott be            | nem jutott be            | nem jutott be            | nem jutott be            | nem jutott be            | nem jutott be            | nem jutott be            |
| 2026–27                               | B                                     |                                       |                                       |                                       |                                       |                                       |                                       |                                       |                                       |                                       |                                       | 2027                     | nem jutott be            | nem jutott be            | nem jutott be            | nem jutott be            | nem jutott be            | nem jutott be            | nem jutott be            | nem jutott be            |
| Összesen                              | Összesen                              | Összesen                              | Összesen                              | 22                                    | 6                                     | 7                                     | 9                                     | 20                                    | 37                                    |                                       |                                       |                          | 0/5                      | –                        | –                        | –                        | –                        | –                        | –                        |                          |

## Mezek a válogatott története során
A bosnyák labdarúgó-válogatott hagyományos szerelése: fehér mez, fehér nadrág és fehér sportszár. A váltómez leggyakrabban kék mezből, kék nadrágból és kék sportszárból áll. Az utóbbi időben azonban megcserélték a színkombinációkat, így a váltómez, azaz a kék lett az első számú, míg a fehér a vendég.
Hazai
| 1996–1999 | 2005–2010 | 2010–2012 | 2012–2013 | 2013–2014 | 2014–2015 | 2015– |

Idegenbeli
| 1996–1999 | 2005–2010 | 2010–2012 | 2012–2013 | 2013–2014 | 2014–2015 | 2015– |

### Játékoskeret
A következő játékosok szerepeltek a 2016. novemberi Görögország elleni világbajnoki selejtező mérkőzésen.
| Szám | Poszt | Név                 | Születési dátum / Kor         | Válogatottság | Gólok | Klub                               |
| ---- | ----- | ------------------- | ----------------------------- | ------------- | ----- | ---------------------------------- |
| 1    | K     | Asmir Begović       | 1987. június 20. (38 éves)    | 54            | 0     | Chelsea (csapatkapitány helyettes) |
| 12   | K     | Ibrahim Šehić       | 1988. szeptember 2. (36 éves) | 6             | 0     | Qarabağ                            |
| 22   | K     | Kenan Pirić         | 1994. július 7. (31 éves)     | 0             | 0     | Zrinjski                           |
|      |       |                     |                               |               |       |                                    |
| 4    | V     | Emir Spahić         | 1980. augusztus 18. (44 éves) | 93            | 6     | klub nélküli                       |
| 6    | V     | Ognjen Vranješ      | 1989. október 24. (35 éves)   | 28            | 0     | AÉK Athén                          |
| 15   | V     | Toni Šunjić         | 1988. december 15. (36 éves)  | 25            | 0     | Palermo                            |
| 17   | V     | Ervin Zukanović     | 1987. február 11. (38 éves)   | 18            | 0     | Atalanta                           |
| 3    | V     | Ermin Bičakčić      | 1990. január 24. (35 éves)    | 17            | 2     | 1899 Hoffenheim                    |
| 5    | V     | Sead Kolašinac      | 1993. június 20. (32 éves)    | 17            | 0     | Schalke 04                         |
| 2    | V     | Edin Cocalić        | 1987. december 5. (37 éves)   | 7             | 0     | Mechelen                           |
|      |       |                     |                               |               |       |                                    |
| 10   | KP    | Miralem Pjanić      | 1990. április 2. (35 éves)    | 72            | 12    | Juventus                           |
| 8    | KP    | Haris Medunjanin    | 1985. március 8. (40 éves)    | 54            | 8     | Philadelphia Union                 |
| 16   | KP    | Senad Lulić         | 1986. január 18. (39 éves)    | 52            | 2     | Lazio                              |
| 20   | KP    | Izet Hajrović       | 1991. augusztus 9. (33 éves)  | 22            | 3     | Werder Bremen                      |
| 19   | KP    | Miroslav Stevanović | 1990. július 29. (35 éves)    | 12            | 1     | Željezničar                        |
| 14   | KP    | Tino-Sven Sušić     | 1992. február 13. (33 éves)   | 9             | 0     | Genk                               |
| 7    | KP    | Gojko Cimirot       | 1992. december 19. (32 éves)  | 3             | 0     | PAÓK                               |
| 23   | KP    | Mato Jajalo         | 1988. május 25. (37 éves)     | 2             | 0     | Palermo                            |
| 13   | KP    | Danijel Milićević   | 1986. január 5. (39 éves)     | 1             | 0     | Gent                               |
|      |       |                     |                               |               |       |                                    |
| 11   | CS    | Edin Džeko          | 1986. március 17. (39 éves)   | 83            | 49    | Roma (csapatkapitány)              |
| 9    | CS    | Vedad Ibišević      | 1984. augusztus 6. (40 éves)  | 77            | 26    | Hertha Berlin                      |
| 18   | CS    | Milan Đurić         | 1990. május 22. (35 éves)     | 14            | 7     | Bristol City                       |

## Válogatottsági rekordok
Az adatok 2016. november 13. állapotoknak felelnek meg.
- A még aktív játékosok (Félkövérrel) vannak megjelölve.

### Legtöbbször pályára lépett játékosok

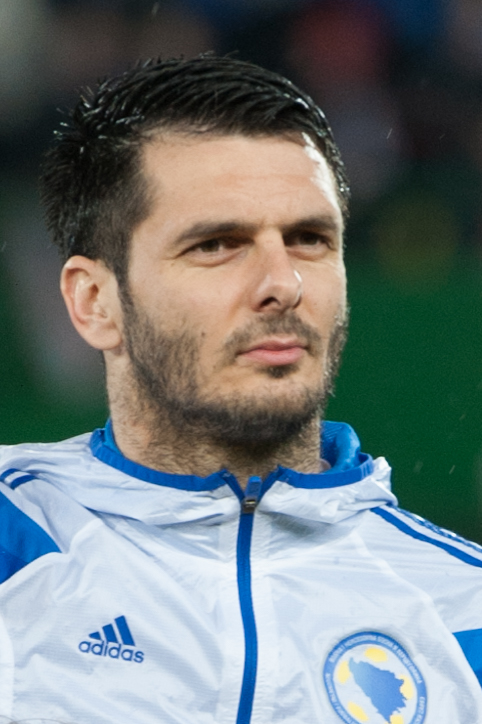
Emir Spahić a válogatottsági rekorder 93 mérkőzéssel.

| #  | Játékos            | Időszak   | Vál. | Gól |
| -- | ------------------ | --------- | ---- | --- |
| 1  | Emir Spahić        | 2003–     | 93   | 6   |
| 2  | Zvjezdan Misimović | 2004–2014 | 84   | 25  |
| 3  | Edin Džeko         | 2007–     | 83   | 49  |
| 4  | Vedad Ibišević     | 2007–     | 77   | 26  |
| 5  | Miralem Pjanić     | 2008–     | 72   | 12  |
| 6  | Asmir Begović      | 2009–     | 54   | 0   |
| 7  | Haris Medunjanin   | 2009–     | 54   | 8   |
| 8  | Senad Lulić        | 2008–     | 52   | 2   |
| 9  | Elvir Bolić        | 1996–2006 | 51   | 22  |
| 10 | Sergej Barbarez    | 1998–2006 | 48   | 17  |

### Legtöbb gólt szerző játékosok

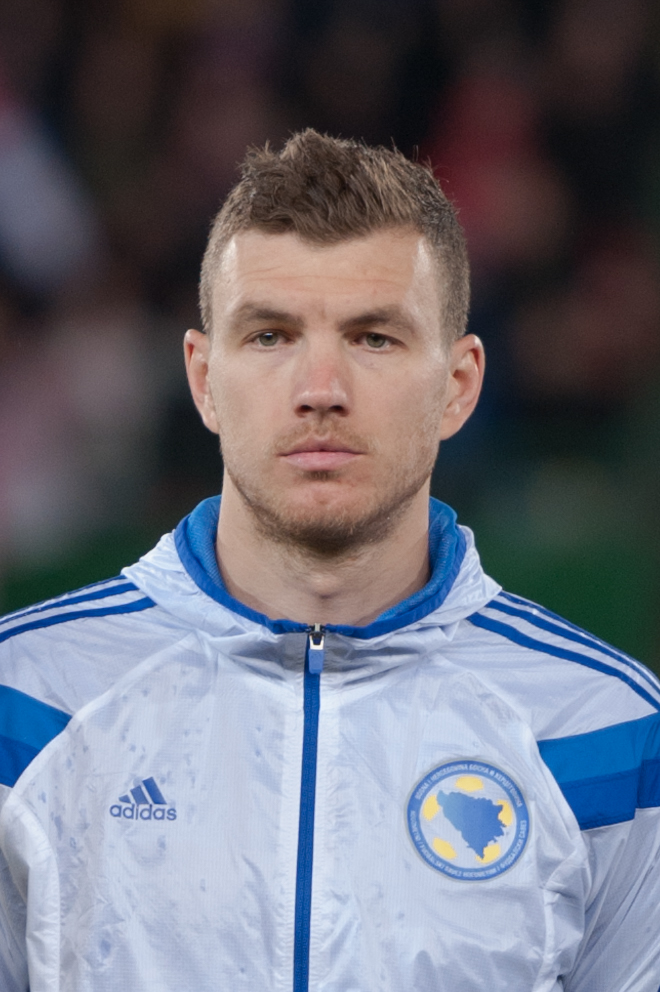
Edin Džeko 49 góllal a bosnyák válogatott legeredményesebb játékosa.

| #  | Játékos            | Időszak   | Gól | Vál. | Átlag |
| -- | ------------------ | --------- | --- | ---- | ----- |
| 1  | Edin Džeko         | 2007–     | 49  | 83   | 0.59  |
| 2  | Vedad Ibišević     | 2007–     | 26  | 77   | 0.34  |
| 3  | Zvjezdan Misimović | 2004–2014 | 25  | 84   | 0.30  |
| 4  | Elvir Bolić        | 1996–2006 | 22  | 51   | 0.43  |
| 5  | Sergej Barbarez    | 1998–2006 | 17  | 48   | 0.35  |
| 6  | Elvir Baljić       | 1996–2005 | 14  | 38   | 0.37  |
| 7  | Miralem Pjanić     | 2008–     | 12  | 72   | 0.17  |
| 8  | Zlatan Muslimović  | 2006–2011 | 12  | 30   | 0.40  |
| 9  | Haris Medunjanin   | 2009–     | 8   | 54   | 0.15  |
| 10 | Milan Đurić        | 2015–     | 7   | 14   | 0.50  |

## Ismert játékosok
| - Meho Kodro - Sergej Barbarez - Elvir Baljić - Elvir Bolić - Mirsad Hibić - Meho Kodro - Hasan Salihamidžić - Safet Sušić - Saša Papac - Vladan Grujić |  | - Emir Spahić - Muhamed Konjić - Zvjezdan Misimović - Vedad Ibišević - Mirsad Bešlija - Zlatan Bajramović - Edin Džeko - Miralem Pjanić - Asmir Begović - Muhamed Bešić |  |

## Szövetségi kapitányok
| Szöv. kap         | Időszak   | Helyezés a selejtezőben     |
| ----------------- | --------- | --------------------------- |
| Mirsad Fazlagić   | 1992–1993 |                             |
| Fuad Muzurović    | 1993–1998 | 4/5 VB 1998                 |
| Faruk Hadžibegić  | 1999      |                             |
| Mišo Smajlović    | 1999–2002 | 3/6 EURO 2000 ; 4/5 VB 2002 |
| Blaž Slišković    | 2002–2006 | 4/5 EURO 2004 ; 3/6 VB 2006 |
| Fuad Muzurović    | 2006–2007 | 4/7 EURO 2008               |
| Meho Kodro        | 2008      |                             |
| Miroslav Blažević | 2008–2009 | 2/6 pótselejtező VB 2010    |
| Safet Sušić       | 2010–2014 | 1/6 VB 2014                 |
| Mehmed Baždarević | 2014–2017 |                             |
| Robert Prosinečki | 2018–     |                             |